# Ellen MacArthur
Dame Ellen MacArthur, DBE (* 8. Juli 1976 in Derbyshire) ist eine britische Seglerin, die in Regatten erfolgreich ist und drei Jahre lang den Weltrekord für die schnellste Weltumsegelung im Einhandsegeln hielt. Sie gründete eine Organisation, die sich für die Förderung der Kreislaufwirtschaft einsetzt.

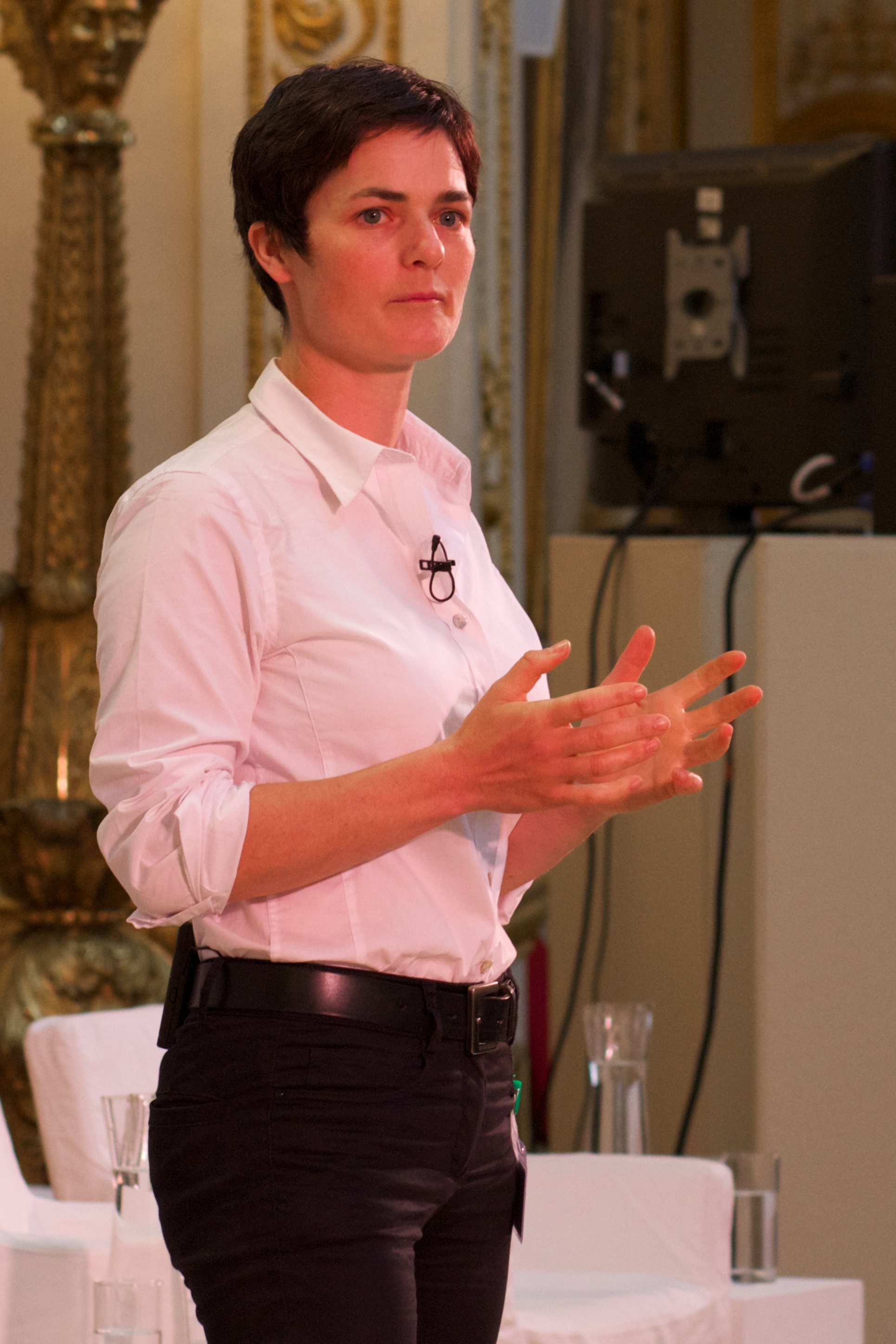
Ellen MacArthur (2010)

## Leben
Ellen MacArthur begann schon in ihrer Kindheit mit dem Segeln. Ihr erstes Dingi namens Threepenny Bit kaufte sie sich mit 13 Jahren von dem Geld für das Schulessen, das sie über Jahre angespart hatte. Mit 21 Jahren bestritt sie ihre erste Einhand-Regatta über den Atlantik – die Mini-Transat 1997, bei der sie den 17. Platz belegte. 1998 erregte sie erstmals internationale Aufmerksamkeit, als sie ihre Bootsklasse der Einhand-Transatlantik-Regatta Route du Rhum gewann.
Im Jahr 2001 wurde die 24-jährige Frau berühmt, als sie bei der Vendée Globe, dem derzeit härtesten Rennen für Einhandsegler rund um die Welt, den zweiten Platz belegte. Fast 100 Tage war sie damals allein mit ihrem Boot Kingfisher (benannt nach ihrem Sponsor Kingfisher plc) auf See, worüber sie regelmäßig per Videokamera berichtete. 2002 gewann sie mit demselben Boot innerhalb ihrer Bootsklasse erneut bei der Route du Rhum.
Am 28. November 2004 begann sie ihre Weltrekordfahrt für die schnellste Nonstop-Einhand-Weltumsegelung. 71 Tage, 14 Stunden, 18 Minuten und 33 Sekunden benötigte sie für ihre 27.348 Seemeilen (ca. 50.648 km) lange Route auf ihrem Trimaran B&Q mit einer Länge von 75 Fuß (22,9 m), einer Breite von 16,2 m, einer Masthöhe von 30,6 m und einem Gewicht von 8,3 Tonnen. 53 Tage nach ihrem Start an der südbritischen Küste umrundete MacArthur Kap Hoorn und durchquerte die Eisgebiete im Südpolarmeer in Rekordzeit, wobei sie in den schnellsten 24 Stunden (Etmal) der Weltumsegelung 501,6 Seemeilen zurücklegte. Am 7. Februar 2005 erreichte sie um 22:29:17 Uhr GMT die imaginäre Ziellinie an der Einfahrt zum Ärmelkanal bei der Insel Ouessant in Nordwestfrankreich und unterbot damit die Bestzeit des bisherigen Rekordhalters Francis Joyon (72 Tage, 22 Stunden, 54 Minuten, 22 Sekunden) um 1 Tag, 8 Stunden, 45 Minuten, was bei MacArthurs durchschnittlicher Geschwindigkeit von 15,9 Knoten ca. 532 Seemeilen entspricht. Die Britin hielt den Rekord bis zum Januar 2008, als ihn sich Francis Joyon mit einer Zeit von 57 Tagen, 13 Stunden und 34 Minuten zurückholte.
Nach Abschluss ihrer professionellen Karriere als Seglerin gründete sie die Ellen MacArthur Foundation, eine gemeinnützige Organisation, die sich die Förderung der Kreislaufwirtschaft zum Ziel gesetzt hat. Seit 2006 ist sie Namensgeberin für den Mount MacArthur auf Südgeorgien im Südatlantik.

## Ehrungen
- 2001 ISAF Rolex World Sailor of the Year Award (Weltseglerin des Jahres)
- 2005 Für ihren Weltrekord wurde sie von Königin Elisabeth II. (als jüngste Frau) als Dame Commander des Order of the British Empire (DBE) in den Adelsstand erhoben.
- 2005 ISAF Rolex World Sailor of the Year Award (Weltseglerin des Jahres)
- 2005 Benennung des Asteroiden (20043) Ellenmacarthur nach ihr
- 2007 Erstes Ehrenmitglied (Inductee) in der neu geschaffenen ISAF Sailing Hall of Fame[2]
- 2008 Ritter der Ehrenlegion
- 2022 Prinzessin-von-Asturien-Preis für Zusammenarbeit
- 2023 Inductee (Mitglied) Cape Horn Hall of Fame

## Weiterführende Literatur
- Ellen MacArthur: Ich wollte das Unmögliche. Wie ich allein die Welt umsegelte. München: Piper/Malik, 2003, übers. v. Karl-Heinz Ebnet, 351 Seiten, ISBN 3-89029-222-4